# Article 37 de la Constitution tunisienne de 1959
L'article 37 de la Constitution tunisienne de 1959 est le 37e des 78 articles de la Constitution tunisienne adoptée le 1er juin 1959.
Il définit les principes du pouvoir exécutif.

## Texte
« Le pouvoir exécutif est exercé par le Président de la République assisté d'un gouvernement dirigé par un Premier ministre. »